# Shunta Nagai
Shunta Nagai (永井 俊太 Nagai Shunta?), född 12 juli 1982, är en japansk tidigare fotbollsspelare.
I juni 2001 blev han uttagen i Japans trupp till U20-världsmästerskapet 2001.